# Estniska Röda korsets orden

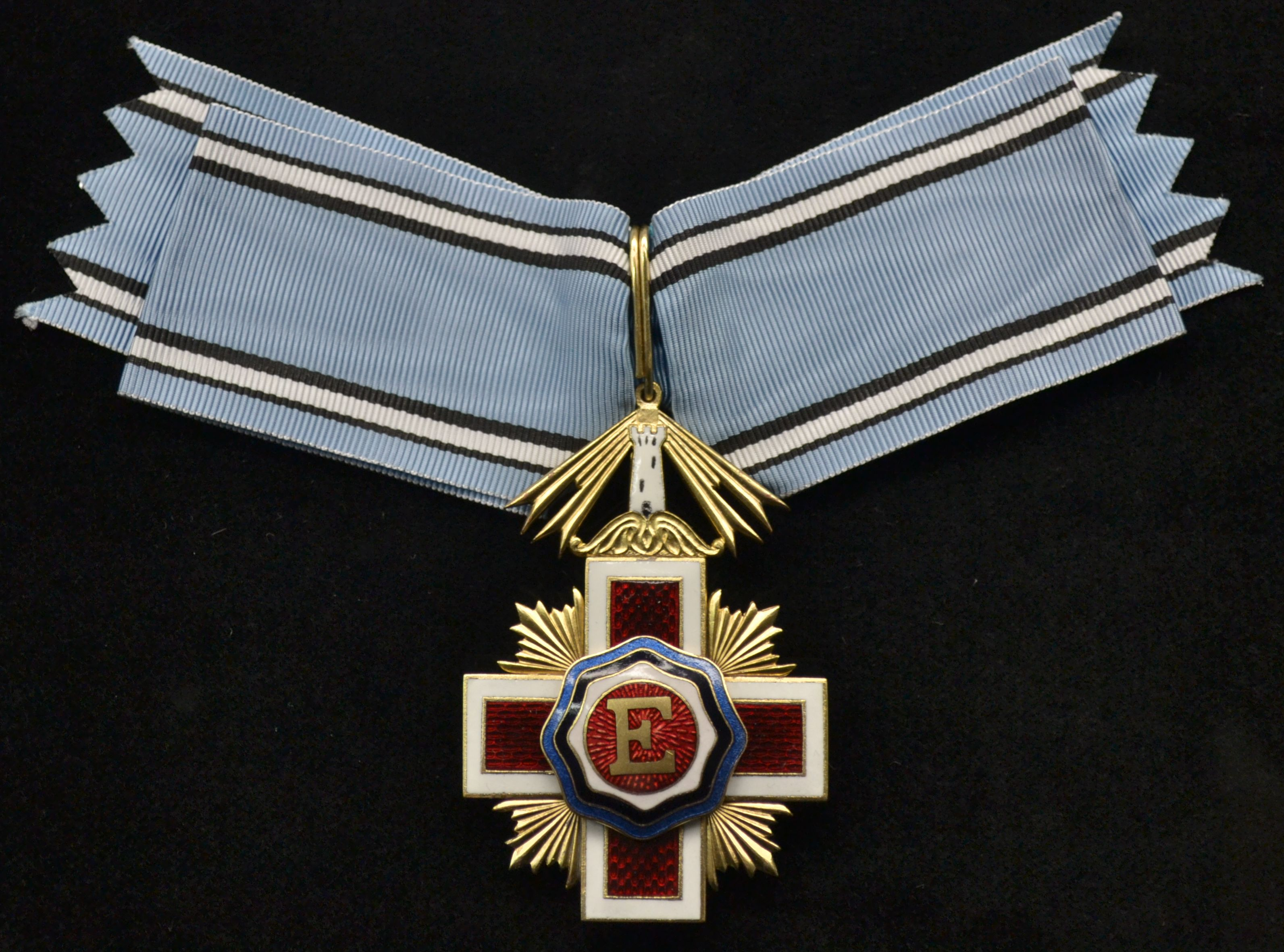
Ordens insignier

Estniska Röda korsets orden (estniska: Eesti Punase Risti teenetemärk), är en estnisk orden instiftad 1920 som Röda korsets utmärkelsetecken. Ordens ges ut för att ge erkännande för humanitära tjänster till gagn för det estniska folket och räddningen av liv.
Orden består av sex klasser: fem vanliga klasser:
- I klass
- II klas
- III klas
- IV klass
- V klass
- medalj